# Луттер (Айхсфельд)
Луттер (нем. Lutter) — община в Германии, в земле Тюрингия.
Входит в состав района Айхсфельд. Подчиняется управлению Удер. Население составляет 715 человек (на 31 декабря 2010 года). Занимает площадь 9,85 км².